# جيانكارلو غيريرو
جيانكارلو غيريرو (بالإسبانية: Giancarlo Guerrero)‏ هو موزع كوستاريكي، ولد في 14 مارس 1969 في كوستاريكا.

## وصلات خارجية
- جيانكارلو غيريرو على موقع ميوزك برينز (الإنجليزية)
- جيانكارلو غيريرو على موقع ديسكوغز (الإنجليزية)